# Александро-Григоровка
Александро-Григоровка (укр. Олександро-Григорівка) — село,
Беленщинский сельский совет,
Пятихатский район,
Днепропетровская область,
Украина.
Код КОАТУУ — 1224580506. Население по переписи 2001 года составляло 16 человек.

## Географическое положение
Село Александро-Григоровка находится на расстоянии в 1 км от села Беленщина и в 1,5 км от села Плоско-Тарановка.

## Известные люди
- В селе родился Герой Советского Союза Фёдор Жалдак.